# Maierdorf
Maierdorf is een plaats en voormalige gemeente in de Oostenrijkse deelstaat Stiermarken. Het is sinds 2015 een ortschaft van de gemeente Gnas, die deel uitmaakt van het district Südoststeiermark.
De gemeente Maierdorf telde in 2013 513 inwoners en lag tot 2013 in het district Feldbach en vervolgens in Südoststeiermark. In 2015 ging ze bij een herindeling, samen met Aug-Radisch, Baumgarten bei Gnas, Grabersdorf, Poppendorf, Raning, Trössing, Unterauersbach en een deel van Kohlberg, op in de gemeente Gnas.
Bad Gleichenberg · Bad Radkersburg · Deutsch Goritz · Edelsbach bei Feldbach · Eichkögl · Fehring · Feldbach · Gnas · Halbenrain · Jagerberg · Kapfenstein · Kirchbach-Zerlach · Kirchberg an der Raab · Klöch · Mettersdorf am Saßbach · Mureck · Paldau · Pirching am Traubenberg · Riegersburg · Sankt Anna am Aigen · Sankt Peter am Ottersbach · Sankt Stefan im Rosental · Straden · Tieschen · Unterlamm